# Furigana

Poster mit Furigana im Nara-Park

Furigana (jap. 振り仮名) sind eine japanische Lesehilfe. Es handelt sich dabei um Hiragana- oder Katakana-Zeichen, die in der japanischen Schrift neben einem Kanji oder anderen Zeichen geschrieben werden, um dessen Aussprache anzugeben. Sie stehen vor allem neben selteneren Kanji, die der Leser vielleicht nicht kennt oder vergessen haben könnte, bei Orts- oder Personennamen oder in manchen Nachschlagewerken wie Wörterbüchern oder Enzyklopädien, und werden auch als Lesehilfe bei Literatur verwendet, die sich vornehmlich an Kinder oder Japanischlernende richtet. In horizontal geschriebenen Texten stehen die Furigana-Zeichen meist über den Kanji, in vertikal geschriebenen Texten stehen sie rechts neben den Kanji.
Ein Beispiel:
| 漢 | か ん |
| 字 | じ    |

| かん | じ |
| 漢   | 字 |

In diesem Beispiel ist das Wort „Han-Schriftzeichen“ in Kanji als 漢字 geschrieben und dessen Lesung kanji durch die Hiragana かんじ angegeben.
Sie werden auch benutzt, um eine nicht standardgemäße Aussprache wiederzugeben, z. B. die Furigana ブルー (burū), der japanischen Aussprache von englisch blue, für das Schriftzeichen 青, das ohne diesen Hinweis normal als ao(i) gelesen würde. Mittels Furigana wird auch der Unterschied zwischen gesprochenem Wort und gemeinter Bedeutung angezeigt: So kann z. B. in einem Science-Fiction-Roman die Erde wie üblich als 地球 (reguläre Aussprache: chikyū) geschrieben, als Aussprache aber die Furigana ふるさと, furusato, verwendet werden, die eigentlich „Heimat“ bedeuten. Die Implikation ist dann, dass die Figuren „Heimat“ sagen und dabei die „Erde“ meinen.
In XHTML können Furigana-Zeichen durch Ruby-Markup dargestellt werden, aber nicht alle Webbrowser unterstützen diese Konstruktion. Beispiel: 漢字. Browser ohne Furigana-Unterstützung zeigen den Hiragana-Text in Klammern nach den Kanji. Furigana werden deshalb auch Ruby/Rubi (ルビ) genannt.
Auch Unicode bietet eine Reihe von Steuerzeichen für solche Anmerkungen.